# Moviment Wikimedia

Mapa amb la distribució de capítols (en blau) i grups d'usuaris (en verd)

El moviment Wikimedia és la comunitat global de col·laboradors amb els projectes Wikimedia. El moviment va ser originalment creat al voltant de Wikipedia, però des de llavors s'ha expandit a molts altres projectes, que inclouen la comunitat de Wikipedia, amb al voltant de 70.000 voluntaris, les restants comunitats d'altres projectes Wikimedia com Wikidata o Wikimedia Commons, i desenvolupadors de programari voluntaris que contribueixen a MediaWiki. Aquests voluntaris reben el suport de nombroses organitzacions al voltant del món, entre d'altres la Fundació Wikimedia, capítols, organitzacions temàtiques i grups d'usuaris.

## Comunitat
La comunitat és el conjunt d'editors de Viquipèdia i els seus projectes germans. Consta d'editors i administradors, entre altres rols.

## Projectes
- Viquipèdia, l'enciclopèdia
- Viccionari, un diccionari
- Viquillibres, llibres de text
- Viquinotícies, notícies
- Viquidites, una col·lecció de cites
- Viquitexts, una biblioteca de fonts
- Wikiversity, material d'ensenyament
- Viquiviatges, una guia de viatges
- Wikimedia Commons, un repositori d'arxius multimèdia com imatges, vídeos i àudios, i
- Wikifunctions, catàleg de funcions de codi.

## Organitzacions

### Fundació Wikimedia
La Fundació Wikimedia (WMF) és una organització nord-americana sense ànim de lucre i benèfica, amb seu a San Francisco, Califòrnia. És la propietària dels dominis i opera la majoria dels llocs web dels diferents projectes del moviment.
Va ser fundada el 2003 per Jimmy Wales amb l'objectiu de gestionar i finançar Wikipedia i els seus projectes germans, mantenint l'estatus "sense ànim de lucre". El seu propòsit és "... animar a la gent de tot el món a reunir i desenvolupar contingut educatiu neutral sota una llicència de contingut lliure o en el domini públic i així difondre-la de manera efectiva i a escala global."
Segons la declaració fiscal de 2015, la Fundació va comptar amb un pressupost de 72 milions de dòlars, gastant 52 milions de dòlars en el seu funcionament i augmentant les seves reserves en 82 milions de dòlars.

### Capítols
Els capítols són organitzacions que donen suport els projectes Wikimedia en regions geogràfiques específiques, majoritàriament països. Actualment hi ha 41 capítols.
Wikimedia Alemanya (WMDE) és el capítol més gran, amb un pressupost total de 20 milions d'euros; destina aproximadament un milió d'euros a sostenir la corporació responsable de distribuir les donacions i 4 milions d'euros per transferir a WMF.
Per tenir el mateix procediment, cada capítol segueix el mateix procés i sol·licita el seu pressupost anual en el comitè de distribució de fons. La fundació, com a propietària del domini de les pàgines dels projectes, o bé demana donacions a través de la pàgina web d'un país (per exemple per a Alemanya, Suïssa), o bé paga a un capítol la quantitat acordada (altres capítols). Un total de menys de 4 milions de dòlars es distribueix d'aquesta manera als capítols i organitzacions temàtiques. La base legal és un "Acord de Capítols" amb la fundació.

### Organitzacions temàtiques
Les organitzacions temàtiques es van crear per donar suport Wikimedia projectes en una àrea concreta. Actualment hi ha únicament dues d'aquestes organitzacions: Wiki Project Med i Amical Wikimedia. Amical Wikimedia és una organització independent i sense ànim de lucre de suport a la Viquipèdia en català fundada el 2008 i reconeguda oficialment com a organització temàtica per la Fundació Wikimedia des de 2013.

### Grups d'usuaris
Els grups d'usuaris tenen menys requisits formals que els capítols i les organitzacions temàtiques. Donen suport i promouen els projectes Wikimedia localment o sobre un tema, camp o assumpte concret. A principis de 2016 existien 55 grups d'usuaris. Un cop reconeguts pel Comitè d'Afiliacions, estan subjectes a un "Acord i Codi de Conducta per a Grups d'Usuaris" amb la fundació.